# هال لورانس
هال لورانس هو عسكري كندي، ولد في 1920 في اتشثام ‏ في المملكة المتحدة، وتوفي في 11 أبريل 1994 في فيكتوريا في كندا.